# Фантеколо (Бреша)
Фантеколо је насеље у Италији у округу Бреша, региону Ломбардија.
Према процени из 2011. у насељу је живело 497 становника. Насеље се налази на надморској висини од 261 м.